# Threemilestone
Threemilestone – wieś w Anglii, w Kornwalii. Leży 35 km na północny wschód od miasta Penzance i 377 km na zachód od Londynu.